# منتخب السعودية للكريكيت
منتخب السعودية للكريكيت هو الفريق الذي يمثل السعودية في مباريات الكريكت الدولية. يشرف على الفريق الاتحاد السعودي للكريكيت الذي أصبح عضوًا في المجلس الدولي للكريكيت عام 2003.